# Stade Bloomfield
Le stade Bloomfield (en hébreu : אצטדיון בלומפילד; ha-Tstadion Bloomfield) est un stade de football situé à Tel Aviv, en Israël.
C'est le stade de l'Hapoël Tel-Aviv, du Maccabi Tel-Aviv, et du Bnei Yehoudah Tel-Aviv et a une capacité totale de 29 400 places.

## Historique
Le stade Bloomfield fut construit à l'emplacement du stade Basa (ancien stade du Maccabi Tel-Aviv et de l'Hapoël Tel-Aviv, avant la déclaration d'indépendance de l'État d'Israël).
Son financement fut assuré par la Canadian Association of Labour Israel, et plus particulièrement par la famille Bloomfield, dont le stade tire son nom. Des sièges en bois furent d'abord construits, et la capacité du stade fut rehaussée à hauteur de 20000 places. Il fut le premier stade éclairé en Israël. Il comporte 13 portes.

### Match inaugural
L'inauguration du stade eut lieu le 12 décembre 1962, lors d'un match amical opposant le Hapoël Tel-Aviv et le FC Twente. Après avoir été menés 1-0 par les visiteurs néerlandais, les Israéliens égalisent par l'intermédiaire de Dany Bursuk. La première saison de l'Hapoël se solda par une septième place. C'est également durant cette saison qu'ils eurent leur plus lourde défaite à domicile : 0-5 contre le Maccabi Netanya.

### Trois clubs d'élite dans un stade
En 1963, le club rival de l'Hapoël, le Maccabi Tel-Aviv, s'installa également dans ce stade, après avoir joué plusieurs de leurs matchs dans le stade de Maccabiah Stadium. En 2004, le club de Bnei Yehoudah Tel-Aviv prit également ses quartiers dans le Bloomfield Stadium, ce qui fit de ce lieu la première enceinte sportive israélienne à recevoir trois clubs du Championnat d'Israël de football.

### Rénovation (2016-2019)
Après l'approbation du plan d'amélioration du stade Bloomfield, le maire de Tel Aviv, Ron Huldai, a chargé l'Economic Development Authority, responsable de la rénovation du stade, d'examiner la possibilité d'ajouter des sièges au stade au-delà des 24 000 prévus. Après que les chiffres lui sont présentés, il est décidé d'augmenter le nombre de sièges à un maximum d'environ 29 000 places.
La reconstruction devrait durer deux ans. Le coût du projet devrait atteindre 310 millions de shekels. Le nouveau design préservera les caractéristiques uniques du stade, notamment les tribunes BOWL qui contribuent à l'atmosphère particulière ainsi que la proximité de l'herbe. En plus d'augmenter le nombre de sièges à environ 29 000, le stade sera aux normes de l'UEFA et de la FIFA, pour des rencontres internationales de l'équipe israélienne et européennes des clubs de Tel Aviv.

## Événements
- Trophée des champions 2021
- Trophée des champions 2022

## Concerts
Le stade a accueilli les concerts de nombreux artistes, comme Phil Collins, les Black Eyed Peas, The Scorpions et Rihanna.

## Tribunes
Durant la saison 1999-2000, le club a dû rajouter des sièges dans les stands 4-5 et 10-11, afin de se conformer aux critères UEFA, afin d'accueillir la Coupe UEFA.
À cause des trois clubs résidents au sein du stade, et de la tenue des Maccabiades, la répartition des tribunes est la suivante :
- Porte 1 : Section VIP, emplacement médias
- Porte 2 : Stands de l'Hapoël/Maccabi
- Portes 4-5 : Stands de l'Hapoël ; durant les Maccabiades, affectations diverses (visiteur/résidente)
- Portes 7 : Stands de l'Hapoël ; durant les Maccabiades, tribunes des équipes visiteuses.
- Portes 8 : Tribunes des locaux de l'Hapoël, du Maccabi et du Bnei Yehouda.
- Portes 10-11 : Tribunes des locaux du Maccabi. Durant les matchs de l'Hapoël, elles sont affectées aux équipes visiteuses.
- Porte 13 : Tribunes des locaux de l'Hapoël, du Maccabi et de Bnei Yehouda